# Ranspach-le-Haut
Ranspach-le-Haut je občina v departmaju Haut-Rhin francoske regije Alzacija.
Leta 1990 je v občini živelo 387 oseb oz. 88 oseb/km².